# Jacek Kazimierski
Jacek Kazimierski (Varsó, 1959. augusztus 17. –) világbajnoki bronzérmes lengyel labdarúgó, kapus.

## Pályafutása

### Klubcsapatban
Az Agrykola Warszawa korosztályos csapatában kezdte a labdarúgást. 1978 és 1987 között a Legia Warszawa kapusa volt. A Legiával két lengyel kupagyőzelmet ért el. 1987–88-ban a görög Olimbiakósz, 1988 és 1991 között a belga KAA Gent játékosa volt.

### A válogatottban
1981 és 1987 között 23 alkalommal szerepelt a lengyel válogatottban. Az 1982-es spanyolországi világbajnokságon bronzérmet szerzett ez együttessel. Tagja volt az 1986-os mexikói világbajnokságon részt vevő csapatnak.

## Sikerei, díjai
Lengyelország
- Világbajnokság
  - bronzérmes: 1982, Spanyolország

 Legia Warszawa
- Lengyel kupa
  - győztes (2): 1980, 1981